# 清見村
清見村（きよみむら）は、岐阜県大野郡にあった村である。2005年2月1日に大野郡内の白川村を除いた1町6村および吉城郡の2町村とともに高山市へ編入された。

## 地理

### 隣接していた自治体
- 高山市
- 下呂市
- 飛騨市
- 郡上市
- 大野郡白川村、宮村、荘川村
- 吉城郡国府町

## 歴史

### 沿革
- 1889年（明治22年） 町村制施行にともない大野郡清見村が成立する。
- 2005年（平成17年）2月1日 に高山市に編入される。

## 行政
- 村長：松岡法泉（1981年11月15日 - 2005年2月1日）

## 教育

### 中学校
- 清見村立清見中学校

### 小学校
- 清見村立清見小学校

### 2005年以前に廃校となった学校
- 清見村立巣野俣中学校（1962年廃校）
- 清見村立池本中学校（1963年廃校）
- 清見村立夏厩中学校（1963年廃校）
- 清見村立大原中学校（1963年廃校）
- 清見村立福寄中学校（1963年廃校）
- 清見村立牧ヶ洞中学校（1963年廃校）
- 清見村立清見中学校楢谷分校（1964年廃校）
- 清見村立清見中学校森茂分校（1967年廃校）
- 清見村立清見中学校小鳥山分校（1967年廃校）
- 清見村立夏厩小学校（1974年統廃校）
  - 清見村立夏厩小学校彦谷分校（1950年廃校）
  - 清見村立夏厩小学校上小鳥分校（1963年に冬季分校となり、1966年廃校）
- 清見村立大原小学校（2002年廃校）
  - 清見村立大原小学校小原分校（1950年廃校）
  - 清見村立大原小学校楢谷分校（1966年に冬季分校となり、1970年廃校）
- 清見村立牧ヶ洞小学校（1974年廃校）
- 清見村立福寄小学校（1974年廃校）
- 清見村立巣野俣小学校（1963年福寄小巣野俣分校となり、1964年廃校）
- 清見村立池本小学校（1984年廃校）
  - 清見村立池本小学校小鳥山分校（1968年廃校）
  - 清見村立池本小学校森茂分校（1972年廃校）

## 交通

### 鉄道
- 村内に鉄道路線なし。最寄り駅は、JR東海高山本線高山駅。

### 道路
- 東海北陸自動車道：飛騨清見IC（当時は東海北陸道の終端であった）
- 中部縦貫自動車道：飛騨清見IC - 高山西IC
- 国道158号
- 国道257号
- 国道472号
- 岐阜県道73号高山清見線
- 岐阜県道90号古川清見線
- 岐阜県道478号舟原荒町線

## 名所・旧跡・観光スポット
- 飛騨せせらぎ街道
- 道の駅ななもり清見
- 道の駅パスカル清見
- 牧ヶ洞神社
- 白山神社（三日町）
- 八幡神社（夏厩）